# 那苗语
那苗语（越南语：Na Miểu；内名：na53 mjau35 ɬa53）是越南北部一种由那苗族使用的苗语。Nguyen （2007）认为那苗语可能是一种苗语黔东方言。

## 分类
据修至诚（2015），那苗语与黔东苗语（ISO 639-3 hms）南部方言的滚岑土话和振民土话最接近，它们分布在广西壮族自治区北部融水苗族自治县。这由音变：原始苗瑶语 *-ɛŋ > 原始那苗-滚岑-振民语*-a支持。

## 分布
下列地点来自民族语。
- 谅山省西北长定县
  - 庆隆社𢵱孚窑村*高明社
- 高平省石安县歌挒村

Nguyen （2007:31）另外添加了下列地点。
- 谅山省长定县高明社𢵱绞村*高平省石安县瑞雄社该令村（祖先从中国经由重庆县来）*北𣴓省那夷县文郎社
- 宣光省安山县金关社（祖先从云南取道红河到北江省）。Hsiu （2015）发现宣光省安山县金关社菌喜村是那苗语单语村庄。